# Tetrastichus narendrani
Tetrastichus narendrani är en stekelart som beskrevs av La Salle 2004. Tetrastichus narendrani ingår i släktet Tetrastichus och familjen finglanssteklar. Inga underarter finns listade i Catalogue of Life.